# Gnome (ядерное испытание)

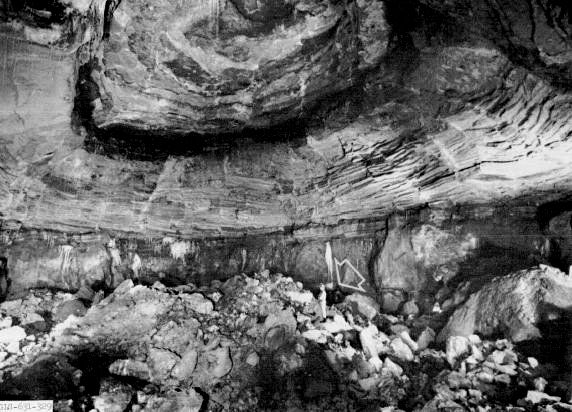
Человек (указано стрелкой), стоящий внутри полости, созданной взрывом

Проект Gnome («Гном») стал первым ядерным испытанием серии «Лемех» (англ. «Operation Plowshare») — программы для изучения использования ядерного оружия для добычи полезных ископаемых, образования воронок и других мирных целей, а также первым испытанием ядерного оружия США, за исключением «Тринити», которое проводилось вне полигона в штате Невада. Испытание было произведено на юго-востоке Нью-Мексико, примерно в 40 км (25 милях) к юго-востоку от города Карлсбад, штат Нью-Мексико.

## Предыстория
Впервые анонсированное в 1958, испытание «Gnome» было задержано из-за моратория на испытания между Соединенными Штатами и Советским Союзом, который длился с ноября 1958 года по сентябрь 1961 года, когда Советский Союз возобновил ядерные испытания, что привело к окончанию моратория. Место, выбранное для испытания «Gnome», было расположено в районе соляных и калийных рудников, перемежающихся с нефтяными и газовыми скважинами.
В отличие от большинства ядерных испытаний, которые были направлены на разработку оружия, взрыв «Gnome» был предназначен для научных экспериментов:
- «Исследование возможности преобразования тепла, произведенного ядерным взрывом, в пар для производства электроэнергии»[4].
- «Изучение возможности восстановления радиоизотопов для научного и промышленного применения»[5].
- «Использование высокой плотности потока нейтронов при детонации для различных измерений, которые будут способствовать улучшению научных знаний в целом и в частности программы развития атомных реакторов»[6].

## Взрыв и последующие эффекты

Разрез почвы в месте взрыва Gnome

Устройство «Gnome» было помещено на глубину 361 м (1,184 футов) под землей в конце 340 м (1,115 ft) туннеля, который должен был загерметизироваться при детонации. «Gnome» был взорван 10 декабря 1961, мощность взрыва составила 3,1 килотонны.
Хотя по плану взрыв заряда должен был герметично запечатать образовавшуюся при этом полость, схема не совсем сработала. Через примерно две-три минуты после взрыва дым и пар начали подниматься из скважины. В связи с этим часть радиации вышла наружу, но утечка быстро самоликвидировалась. По подсчётам, объём образовавшейся полости был определён как 28000 ± 2,800 м³, со средним радиусом 17,4 м в нижней части.
К образовавшейся полости рядом с первоначальной скважиной была пробурена новая, и 17 мая 1962 года исследователи вошли внутрь полости. Оказалось, что взрыв создал полость 20 м (66 футов) в ширину и 50 м (164 футов) высотой в нижней части из расплавленной породы и соли, в которой задержалась большая часть радиации. Даже несмотря на то, что прошло почти шесть месяцев, температура внутри полости находилась на уровне примерно +60 °C (140 °F). Внутри обнаружили сталактиты из расплавленной соли, а стенки полости также были покрыты солью. От интенсивного излучения при взрыве соль окрасилась в разные цвета — несколько оттенков синего, зелёного и фиолетового.
Сегодня всё, что можно увидеть от произошедшего испытания, — это небольшой бетонный памятник с двумя выветрившимися и слегка повреждёнными табличками.